# Coolock
Coolock (forma anglicizzata) o An Chúlóg (in irlandese) è un sobborgo nella periferia nord di Dublino, in Irlanda.

## Storia
I primi insediamenti a Coolock risalgono a più di 3.500 anni fa: una necropoli della zona risale al XVI secolo a.C. L'insediamento è cresciuto intorno a una piccola chiesa paleocristiana. Una chiesa cattolica, St. John's, è stata costruita in tempi successivi. Rimasta un piccolo villaggio fino agli anni cinquanta, in quel periodo ha iniziato a svilupparsi per l'arrivo di nuovi abitanti da Dublino.
Coolock è il principale centro operaio dei sobborghi della periferia nord: vi abita molta della gente che lavora a Kilbarrack, Kilmore, Darndale, Priorswood, Bonnybrook e Cromcastle. Alcune costruzioni più recenti che si trovano nella zona della Clare Hall, comunque, ospitano famiglie di ceto medio.

## Curiosità
La gente e i manierismi di questa zona sono stati immortalati nella Trilogia di Barrytown di Roddy Doyle, ambientata nella zona di Coolock e Kilbarrack.